# Diesel 2000

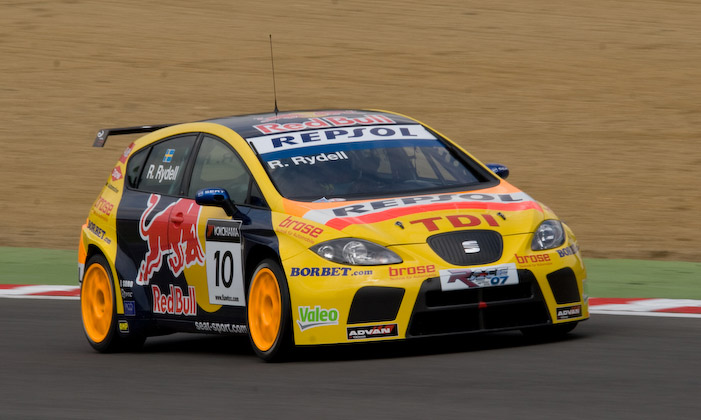
SEAT León.

La Diesel 2000 è una classificazione FIA per le vetture turismo con motori turbodiesel. Applica le stesse regole della Super 2000 tuttavia il Diesel 2000 consente solo i 4 cilindri turbo diesel con una capacità massima di 2000 cm³..
La categoria è stata introdotta per il Campionato Europeo Turismo nel 2004 per consentire alle vetture turbodiesel di competere insieme al motore a benzina esistenti nei veicoli della Super 2000... Quando il Campionato Europeo è stato aggiornato a diventare il World Touring Car Championship nel 2005, entrambi Diesel 2000 e Super 2000 avevano il diritto di competere per il nuovo titolo.